# Sì o no (Please Don't Go)/Spiagge
Sì o no (Please Don't Go) è un singolo del cantante e showman italiano Fiorello, pubblicato nel 1993 come estratto dall'album Spiagge e lune. È una cover in lingua italiana del brano Please Don't Go.
Il lato B contiene il singolo Spiagge.

## Tracce
Testi e musiche di H.W. Casey - R. Finch, M. Biancolino.
1. Sì o no (Please Don't Go) – 3:56
2. Sì o no (Karaoke Version) – 3:56
3. Spiagge